# The Secret Is Love
«The Secret Is Love» (Таємниця — це кохання) — пісня австрійської співачки Надін Бейлер з альбому «I've Got a Voice», якою вона представляла Австрію на пісенному конкурсі Євробачення 2011. На Євробаченні Надін виступала в 2-му півфіналі і посівши 7-ме місце потрапила до фіналу. У фіналі вона отримала 64 бали і 18 місце.
Слова пісні написала сама Надін, а композитором і продюсером виступив австрійський клавішник і музичний продюсер Thomas Rabitsch. Сингл англомовний.